# Orkan Emma
Emma – huragan, szalejący od 29 lutego do 2 marca 2008 r. nad Europą Środkową, czyniąc największe straty 1 marca 2008 roku, zabijając przynajmniej 14 osób w Austrii, Niemczech, Czechach i w Polsce.
Największa prędkość wiatru sięgała 224 km/h i odnotowano ją w Grindelwald. Orkan wyrządził także pewne szkody w Belgii, Francji, Szwajcarii i Holandii. Orkan Emma przemieszczał się nad Bałtykiem prawie dwie doby. Narodził się nad Wyspami Owczymi. Ostatecznie Emma osłabła nad wschodnią Skandynawią.